# Christophe Moreau
Christophe Moreau (Vervins, Francia, 12 de abril de 1971) es un ciclista francés que fue profesional entre 1995 y 2010.

## Biografía

### Inicios
Debutó como profesional en 1995 con el equipo de ciclismo Festina. Le llevó a la victoria en el Tour de l'Avenir en el prólogo. Terminó en 1997 el Tour de Francia en 19.º lugar en la general.

### Caso Festina
Continuó su progresión al año siguiente cuando ganó la crono final y la global del Critérium Internacional, en 1998. Sin embargo, dio positivo por dopaje en la prueba por esteroides anabólicos. El director del equipo Festina Bruno Roussel le defendió diciendo que fue otro miembro del personal de apoyo que había engañado al ciclista y le forzó a tomar las esteroides anabolizantes.
Como resultado de esta defensa que fue presentada por su abogado, pudo seguir en competición. Sin embargo, durante 1998 en el Tour de Francia después de que en el equipo Festina Willy Voet fuese capturado en el frontera franco-belga, un escándalo de dopaje se descubrió que fue denominado Caso Festina. Moreau, junto con otros dos miembros del equipo Festina, Laurent Brochard y Armin Meier, admitieron tomar eritropoyetina después de haber sido detenidos y fueron expulsados de la carrera. Confesando junto con los otros miembros del equipo - con excepción de Richard Virenque - tuvo un período de seis meses de suspensión, antes de regresar a las carreras.

### Post suspensión
Regresó en 1999 al Tour de Francia donde se colocó 3.º en la crono individual detrás de Lance Armstrong y el suizo Alex Zülle y terminó el Tour en el 25.º lugar. En 2000, en el Tour de Francia terminó mejor, con un cuarto puesto detrás de Lance Armstrong, Jan Ullrich y el español Joseba Beloki. Con ello demostró ser un escalador competente.
En el año 2001 y aún corriendo para Festina, ganó la prestigiosa carrera Dauphiné Libéré. Tomó la iniciativa en la quinta etapa por un solo segundo más del ruso Pável Tonkov. Al día siguiente, los dos juntos terminaron segundo y tercero en la etapa. Resistió los muchos ataques de Tonkov en la etapa final, para ganar la carrera. Varias semanas más tarde, ganó el prólogo de 2001 del Tour de Francia vistiéndose con el maillot amarillo. Allí conoció a su mujer después de reunirse en el podio del Tour y más tarde se casaron. Terminó el Tour prematuramente cuando se retiró en la 12.ª etapa. Festina optó por poner fin a su patrocinio en el equipo ciclista por lo que se enroló en las filas del Crédit Agricole.

### Crédit Agricole

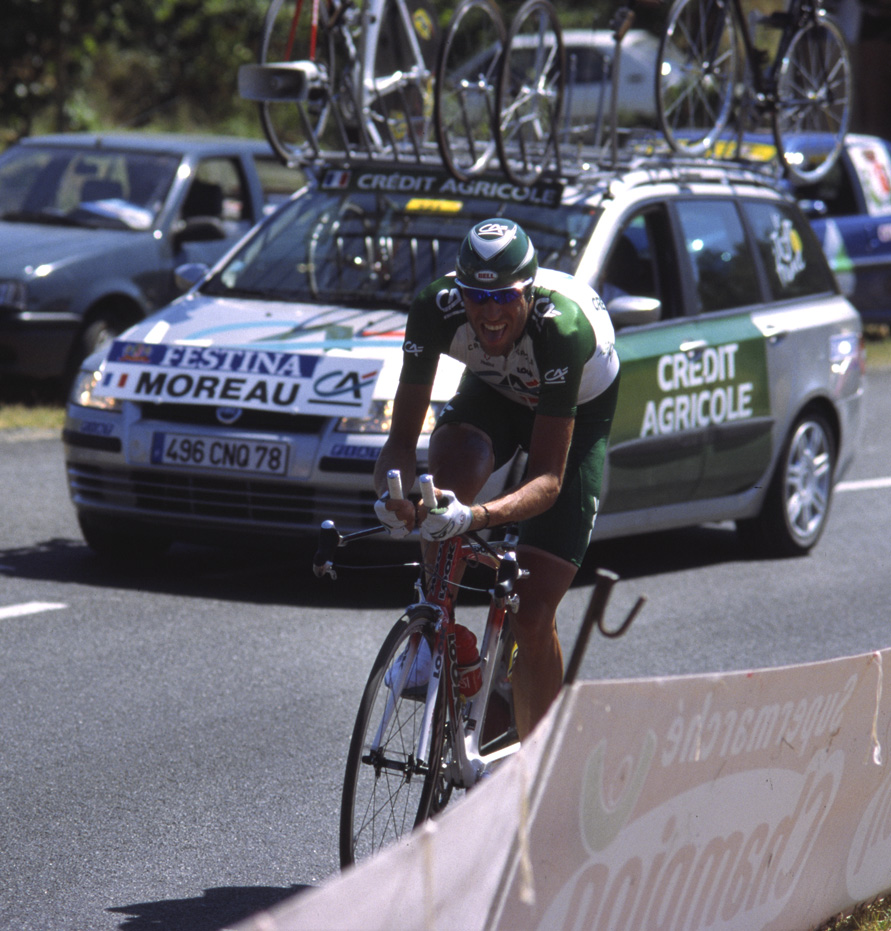
Christophe Moreau.

En 2002, en su primera carrera de la temporada, se cayó y se rompió su clavícula. Finalizó tercero en la general de la Dauphiné Libéré tras los americanos Lance Armstrong y Floyd Landis. En 2002 en el Tour de Francia se cayó en un descenso en la etapa 15 y tuvo que abandonar de nuevo. 
En 2003, ganó los Cuatro días de Dunkerque antes de ir a terminar en 8.ª posición en el Tour de Francia. En la pretemporada de 2004, se lesionó la rodilla lo cual retrasó su regreso a la competición. Su primer triunfo del año llegó en el Trophée des Grimpeurs en mayo. Dos semanas más tarde ganó el Tour du Languedoc Roussillon. En 2004 en el Tour de Francia, acabó en 12.º lugar. Durante el Tour de Francia de 2005, estuvo muy cerca de llevarse el maillot amarillo en los primeros días en los Alpes, pero terminó en el lugar 11.º. En ese momento su equipo el Credit Agricole expresó públicamente su descontento con sus resultados y abandonó el equipo para irse al Ag2r Prévoyance. 
En 2004 participó en los Juegos Olímpicos de Atenas.

### Ag2r
Esperaba apoyarse en su nuevo equipo y en la Dauphiné Libéré, quedó segundo en la clasificación general detrás de Levi Leipheimer y ganó la clasificación de la montaña. Cuando la Operación Puerto fue revelada el día anterior al comienzo del Tour, a Mancebo se le prohibió competir en el y Moreau se convirtió en el líder del equipo. Después su compañero de equipo Cyril Dessel tomó el maillot amarillo en la 11.ª etapa y trabajó para Dessel para tratar de preservar el maillot de Dessel. En la 19.ª etapa atacó en la subida para subir posiciones en la clasificación y terminó el Tour de Francia en 8.º lugar detrás de Dessel (Moreau se trasladó hasta el 7.º lugar tras la descalificación de Floyd Landis).
En la última parte de su carrera, se le considera como un ciclista limpio, y dijo a los periodistas en 2007 que tenía un gran impacto en él como un atleta. "Por mi parte, he pagado lo que hice", dijo. "Lo único que sé es que salí de ella más fuerte. Transformó mi vida." 

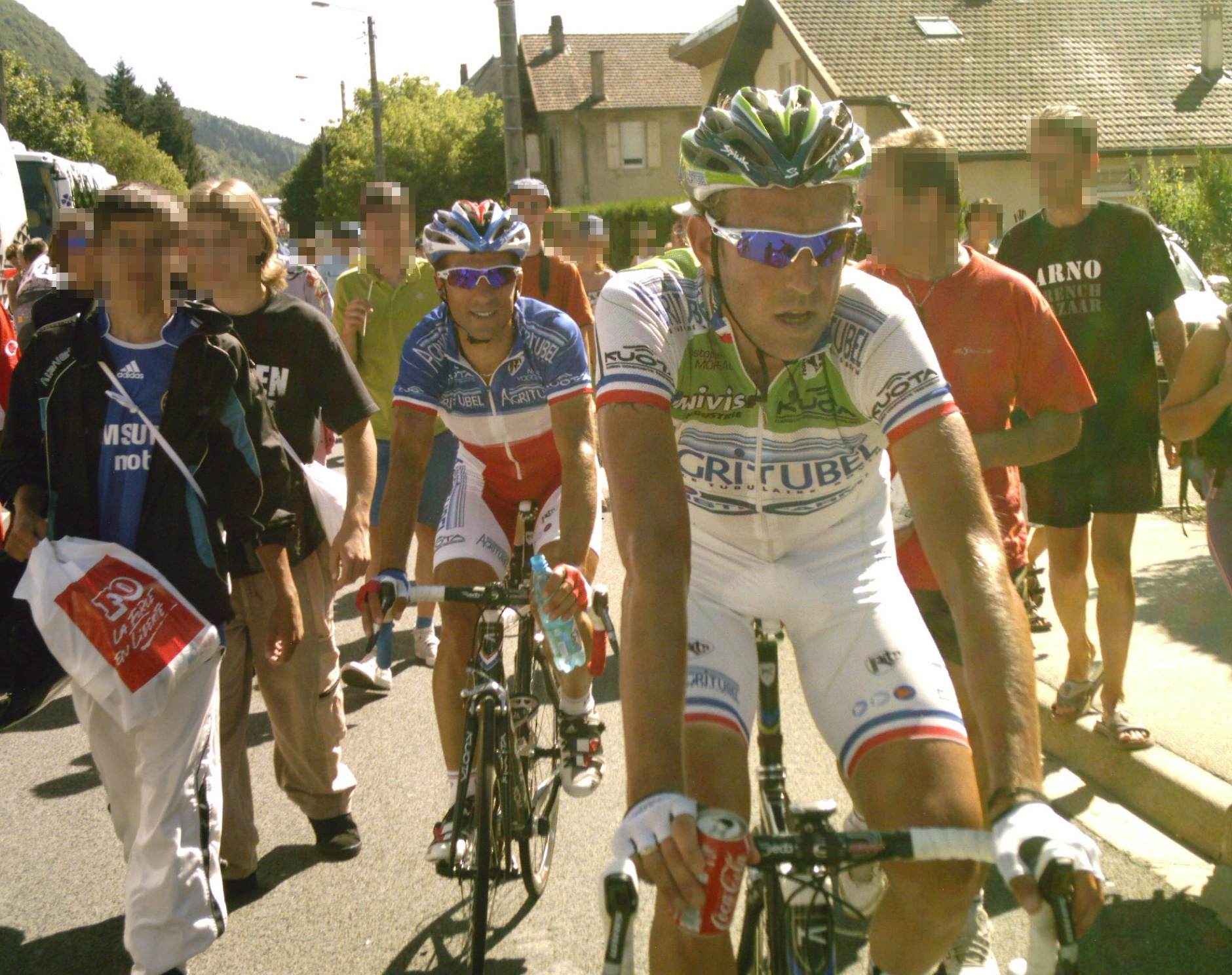
Christophe Moreau y Nicolas Vogondy.

En la Dauphiné Libéré, demostró una gran forma. En la segunda etapa con 40 km por delante, atacó con varios ciclistas más. Con 7 km para meta, Moreau llevaba el ritmo con el español José Antonio Redondo. Al final de la etapa, Redondo no disputó el sprint, Moreau ganó la etapa y el jersey de líder. En la siguiente etapa en la crono individual, perdió más de 3 minutos. Pero en el escenario del legendario Mont Ventoux, atacó en el ascenso y ganó la etapa con más de un minuto sobre el segundo y más de dos minutos sobre sus rivales para la clasificación general.
Dos semanas más tarde, llevó el Campeonato de Francia de Ciclismo en Ruta. A pesar de ser un favorito para la crono individual en el campeonato nacional, Moreau terminó muy atrás, pero su forma se mostró en los campeonatos nacionales de ciclismo, en el que atacó a sus dos compañeros de escapada con 40 kilómetros restantes para la meta. Construyó una gran iniciativa y ganó el campeonato con más de dos minutos sobre el segundo y el tercero. Con 36 años de edad, ganó su primer título de campeón francés.
Comenzó el Tour de Francia 2007 en buena forma y estuvo en los diez primeros puestos de la clasificación general después de las primeras etapas de montaña de los Alpes. Sin embargo después de un accidente en la decimoquinta etapa, retrocedió en la clasificación general y quedándose en grupetos, para permanecer en la carrera. 
En septiembre de 2007, Moreau, citando razones financieras, anunció que dejaba el Ag2r Prévoyance y firmó un contrato de un año con el Agritubel para la temporada 2008. Ese años dejó el Tour de Francia durante la 7.ª etapa.

## Palmarés
| 1994 - Paris-Mantes-en-Yvelines 1996 - 3.º en el Campeonato de Francia Contrarreloj - 1 etapa del Tour del Porvenir - Vuelta Ciclista de Chile 1997 - 3.º en el Campeonato de Francia Contrarreloj 1998 - 1 etapa del Critérium Internacional - 2 etapas de la Ruta del Sur 1999 - 1 etapa de la Ruta del Sur - 2.º en el Campeonato de Francia Contrarreloj - Tour de Poitou-Charentes, más 1 etapa 2000 - 1 etapa de la Midi Libre - 3.º en el Campeonato de Francia Contrarreloj | 2001 - Dauphiné Libéré - 1 etapa del Tour de Francia - 2.º en el Campeonato de Francia Contrarreloj - Joseph Vögeli Memorial - EnBW G. P. 2002 - 1 etapa de los Cuatro Días de Dunkerque 2003 - Cuatro Días de Dunkerque, más 2 etapas 2004 - Trofeo de los Escaladores - Tour du Languedoc-Roussillon, más 1 etapa - 2.º en el Campeonato de Francia Contrarreloj 2007 - Criterium du Dauphiné Libéré, más 2 etapas - Campeonato de Francia en Ruta |

## Resultados en Grandes Vueltas y Campeonatos del Mundo
Durante su carrera deportiva consiguió los siguientes puestos en las Grandes Vueltas y en los Campeonatos del Mundo en carretera:
| Carrera              | Carrera              | 1995 | 1996 | 1997 | 1998 | 1999 | 2000 | 2001 | 2002 | 2003 | 2004 | 2005 | 2006 | 2007 | 2008 | 2009 | 2010 |
| -------------------- | -------------------- | ---- | ---- | ---- | ---- | ---- | ---- | ---- | ---- | ---- | ---- | ---- | ---- | ---- | ---- | ---- | ---- |
|                      | Giro de Italia       | —    | —    | —    | —    | —    | —    | —    | —    | —    | —    | —    | —    | —    | —    | —    | —    |
|                      | Tour de Francia      | —    | 75.º | 19.º | Ex.  | 27.º | 4.º  | Ab.  | Ab.  | 8.º  | 12.º | 11.º | 7.º  | 37.º | Ab.  | 29.º | 22.º |
|                      | Vuelta a España      | —    | —    | —    | —    | —    | —    | —    | —    | —    | —    | —    | —    | —    | —    | —    | —    |
| Mundial en Ruta      | Mundial en Ruta      | —    | —    | Ab.  | —    | 23.º | 62.º | —    | Ab.  | —    | —    | —    | —    | —    | —    | —    | —    |
| Mundial Contrarreloj | Mundial Contrarreloj | —    | 15.º | —    | —    | 17.º | 17.º | —    | 16.º | —    | —    | 44.º | —    | —    | —    | —    | —    |

—: no participa.

Ab.: abandono.

Ex.: expulsado por asuntos de dopaje.

## Equipos
- Festina-Lotus (1995-2001)
- Crédit Agricole (2002-2005)
- Ag2r Prévoyance (2006-2007)
- Agritubel (2008-2009)
- Caisse d'Epargne (2010)

## Reconocimientos
- 2.º en la Bicicleta de Oro Francesa (2007)